# 온세 칼다스
온세 칼다스(Once Caldas)는 콜롬비아 칼다스 주의 주도 마니살레스의 축구 클럽이다. 이 팀은 1961년에 창단되었으며, 현재 카테고리아 프리메라 A에 참가하고 있다.
온세 칼다스는 1961년에 데포르데스 칼데스(Deportes Caldas)와 온세 데포르티보로 알려진 데포르티보 마니살레스 (Deportivo Manizales)와의 합병으로 창단되었다. 2004년 코파 리베르타도레스에서 깜짝 우승을 하며 1989년 대회를 우승한 아틀레티코 나시오날 이후로 15년만에 콜롬비아의 2번째 우승팀이 되었다.

## 수상

### 국내 대회
- 카테고리아 프리메라 A
  - 우승 (4): 1950, 2003–I, 2009–I, 2010–II
  - 준우승 (2): 1998, 2011–II
- 코파 콜롬비아
  - 준우승 (2): 2008, 2018

### 국제 대회
- 코파 리베르타도레스
  - 우승 (1): 2004
- 레코파 수다메리카나
  - 준우승: 2005
- 인터콘티넨털컵
  - 준우승: 2004

## 선수 기록

### 최다 출전자
| 순위 | 이름                     | 경기수 |
| ---- | ------------------------ | ------ |
| 1    | 후안 카를로스 에나오     | 605    |
| 2    | 아르눌포 발렌티에라      | 481    |
| 3    | 로베이로 페르난도 모레노 | 451    |
| 4    | 세르히오 갈반 레이       | 377    |
| 5    | 로드리고 고메스          | 373    |

### 최다 득점자
| 순위 | 이름                | 득점수 |
| ---- | ------------------- | ------ |
| 1    | 세르히오 갈반 레이  | 185    |
| 2    | 아르눌포 발렌티에라 | 138    |
| 3    | 다이로 모레노       | 90     |
| 4    | 로베르토 미라베이   | 66     |
| 5    | 니콜라스 로바톤     | 59     |

## 선수 명단

### 현역
참고: FIFA 자격 규정에 따라 소속된 국가대표팀 국기를 표시합니다. 선수는 복수의 FIFA 비회원국 국적을 가지고 있을 수 있습니다.
| 번호 | 포지션 | 국적     | 이름              |
| ---- | ------ | -------- | ----------------- |
| 9    | FW     | 볼리비아 | 길베르트 알바레즈 |

| 번호 | 포지션 | 국적     | 이름        |
| ---- | ------ | -------- | ----------- |
| 30   | FW     | 우루과이 | 우고 도레고 |

## 역대 감독
| 감독                   | 임기        |
| ---------------------- | ----------- |
| 프란시스코 마투라나    | 1986        |
| 후안 카를로스 오소리오 | 2010 ~ 2011 |
| 프란시스코 마투라나    | 2017        |

틀:온세 칼다스 선수 명단